# Lepidothamnus fonkii
Lepidothamnus fonkii là một loài thực vật hạt trần trong họ Thông tre. Loài này được Phil. miêu tả khoa học đầu tiên năm 1861.